# پلیکان‌ها، باغ وحش لندن
پلیکان‌ها، باغ وحش لندن (فرانسوی: Pélicans, Jardin zoologique, Londres‎) یک فیلم فرانسوی صامت به کارگردانی الکساندر پرومیو است که در سال ۱۸۹۶ منتشر شد.